# 連邦議会 (ネパール)
連邦議会（れんぽうぎかい、ネパール語: नेपालको संसद）は、ネパールの立法府である。

## 概要
両院制。